# لاخ‌هالن
لاخ‌هالن (به هلندی: Laaghalen) یک منطقهٔ مسکونی در هلند است که در میدن-درنته واقع شده‌است. لاخ‌هالن ۱۰۰ نفر جمعیت دارد.